# Hofmarkschloss Aufhausen

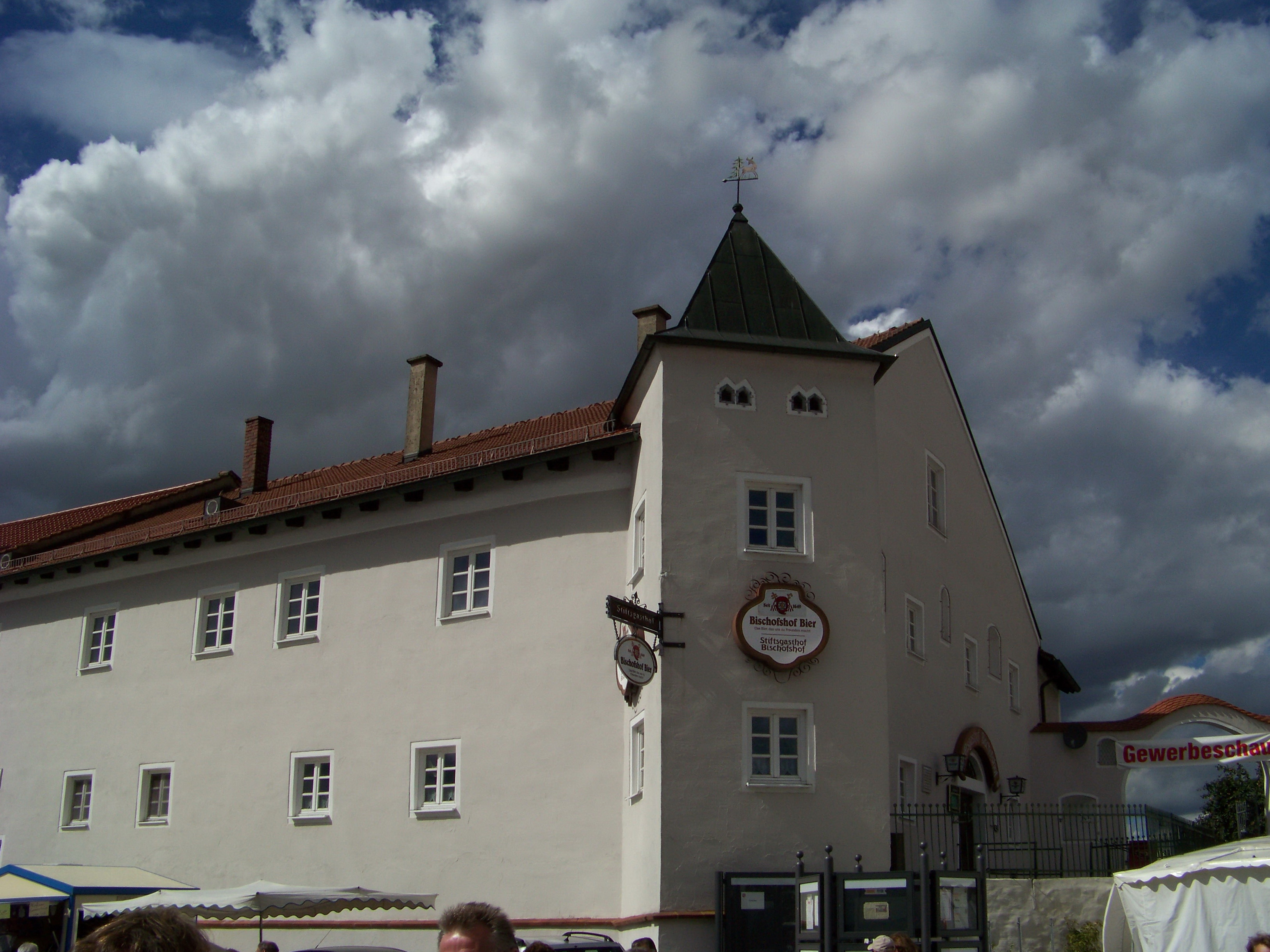
Ehemaliges Hofmarkschloss Aufhausen

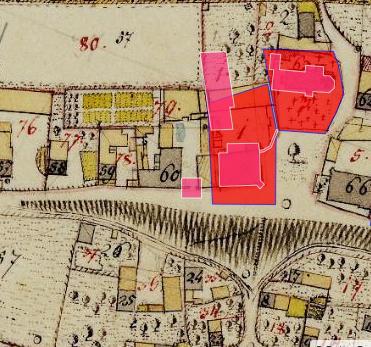
Lageplan des Hofmarkschlosses Aufhausen auf dem Urkataster von Bayern

Das ehemalige Hofmarkschloss Aufhausen ist ein denkmalgeschütztes Gebäude in der Hofmark 1 in der Gemeinde Aufhausen im Landkreis Regensburg (Bayern). Die Anlage ist unter der Aktennummer D-3-75-115-1 als denkmalgeschütztes Baudenkmal von Aufhausen verzeichnet. Ebenso wird sie als Bodendenkmal unter der Aktennummer D-3-7139-0157 im Bayernatlas als „archäologische Befunde und Funde im Bereich des ehem. Hofmarkschlosses in Aufhausen“ geführt.

## Geschichte
Das Hofmarkschloss wurde im 17. Jahrhundert als Pflegerhaus errichtet und war Sitz der Hofmark Aufhausen, die dem Domkapitel des Hochstiftes Regensburg gehörte. Seit es im 19. Jahrhundert, nach der Säkularisation, seine Funktion als Amtshaus der Hofmark verlor, wird das Gebäude als Gasthaus genutzt.

## Baubeschreibung
Das ehemalige Schloss ist ein zweigeschossiger und traufständiger Satteldachbau mit Eckerker und Hoftor aus dem 17. Jahrhundert.